# 4629 Walford
4629 Walford è un asteroide della fascia principale. Scoperto nel 1986, presenta un'orbita caratterizzata da un semiasse maggiore pari a 2,6618746 UA e da un'eccentricità di 0,2038031, inclinata di 11,91085° rispetto all'eclittica.